# NGC 5559
NGC 5559 ist eine balkenspiralförmige Radiogalaxie vom Hubble-Typ SBb im Sternbild Bärenhüter nördlich des Himmelsäquators.
Sie ist schätzungsweise 233 Millionen Lichtjahre von der Milchstraße entfernt und hat einen Durchmesser von etwa 105.000 Lj.
Das Objekt wurde am 10. April 1785 von Wilhelm Herschel mit einem 18,7-Zoll-Spiegelteleskop entdeckt, der sie dabei mit „vF, lE, S“ beschrieb.